# Hugo III van Rodez
Hugo III van Rodez (gestorven: 1196) werd door zijn vader Hugo II van Rodez benoemd tot mede-graaf van Rodez. In 1178 trouwde Hugo III met Adela van La Garde de Vallon en zij kregen samen vier kinderen:
- Bernard
- Jan
- Hugo, burggraaf van Bénavent
- Richard, burggraaf van Carlat